# Oxyhammus scutellaris
Oxyhammus scutellaris är en skalbaggsart som beskrevs av Hermann Julius Kolbe 1893. Oxyhammus scutellaris ingår i släktet Oxyhammus och familjen långhorningar. Inga underarter finns listade i Catalogue of Life.